# Gobiobotia jiangxiensis
Gobiobotia jiangxiensis is een straalvinnige vissensoort uit de familie van de eigenlijke karpers (Cyprinidae). De wetenschappelijke naam van de soort is voor het eerst geldig gepubliceerd in 1995 door Zhang & Liu.